# Тредрес-Локкемо
Тредре́с-Локкемо́ (фр. Trédrez-Locquémeau, брет. Tredraezh-Lokemo) — коммуна во Франции, находится в регионе Бретань. Департамент — Кот-д’Армор. Входит в состав кантона Плестен-ле-Грев. Округ коммуны — Ланьон.
Код INSEE коммуны — 22349.

## География
Коммуна расположена приблизительно в 440 км к западу от Парижа, в 155 км северо-западнее Ренна, в 65 км к западу от Сен-Бриё.
Коммуна расположена на южном берегу пролива Ла-Манш.

## Население
Население коммуны на 2016 год составляло 1 444 человека.
| 1962 | 1968 | 1975 | 1982 | 1990 | 1999 | 2008 | 2016 |
| ---- | ---- | ---- | ---- | ---- | ---- | ---- | ---- |
| 878  | 916  | 932  | 1069 | 1155 | 1250 | 1433 | 1444 |

## Администрация
| Период | Период | Фамилия         | Партия                                     | Примечания         |
| ------ | ------ | --------------- | ------------------------------------------ | ------------------ |
| 1939   | 1966   | Жозеф Ле Кальве | Французская секция Рабочего интернационала | рыбак              |
| 1966   | 1971   | Луи Корсон      | Французская коммунистическая партия        | владелец ресторана |
| 1971   | 1989   | Луи Кадо        | Социалистическая партия                    | профессор          |
| 1989   |        | Жоэль Ле Жён    | Социалистическая партия                    | инженер            |

## Экономика
В 2007 году среди 858 человек в трудоспособном возрасте (15—64 лет) 585 были экономически активными, 273 — неактивными (показатель активности — 68,2 %, в 1999 году было 63,8 %). Из 585 активных работали 534 человека (268 мужчин и 266 женщин), безработных было 51 (25 мужчин и 26 женщин). Среди 273 неактивных 66 человек были учениками или студентами, 143 — пенсионерами, 64 были неактивными по другим причинам.

## Достопримечательности
- Церковь Сен-Кемо и кладбище (XVI—XVII века). Исторический памятник с 1922 года[3]
- Церковь Нотр-Дам-де-Тредрес и кладбище (XVI век). Исторический памятник с 1911 года[4]
- Усадьба Коа-Тредрес (XVI век). Исторический памятник с 1930 года[5]
- Дольмен Рокуак (эпоха неолита). Исторический памятник с 1982 года[6]
- Монументальный крест (XVII век). Исторический памятник с 1925 года[7]
- Придорожный крест (XVII век). Исторический памятник с 1927 года[8]

## Фотогалерея

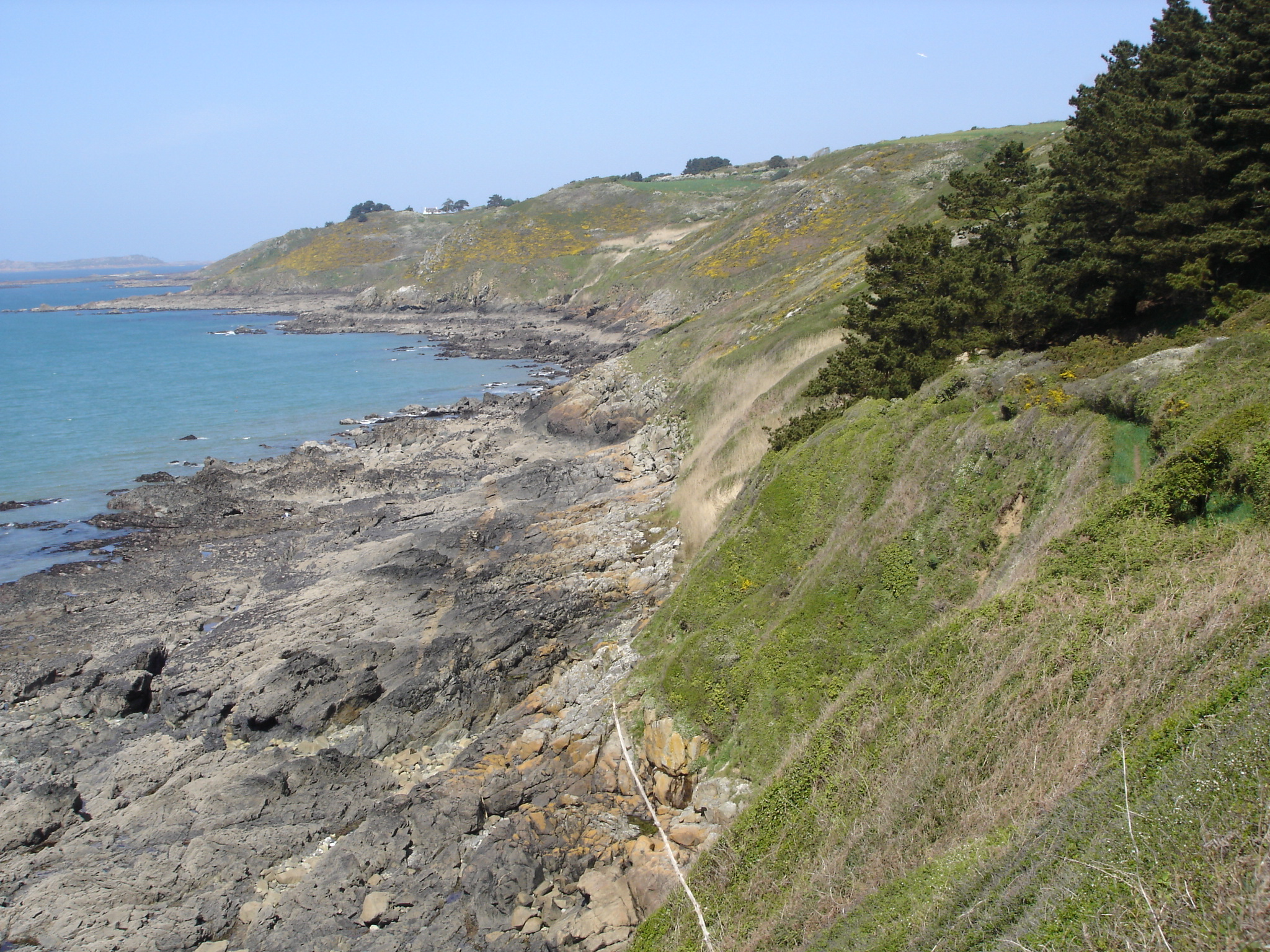
Берег
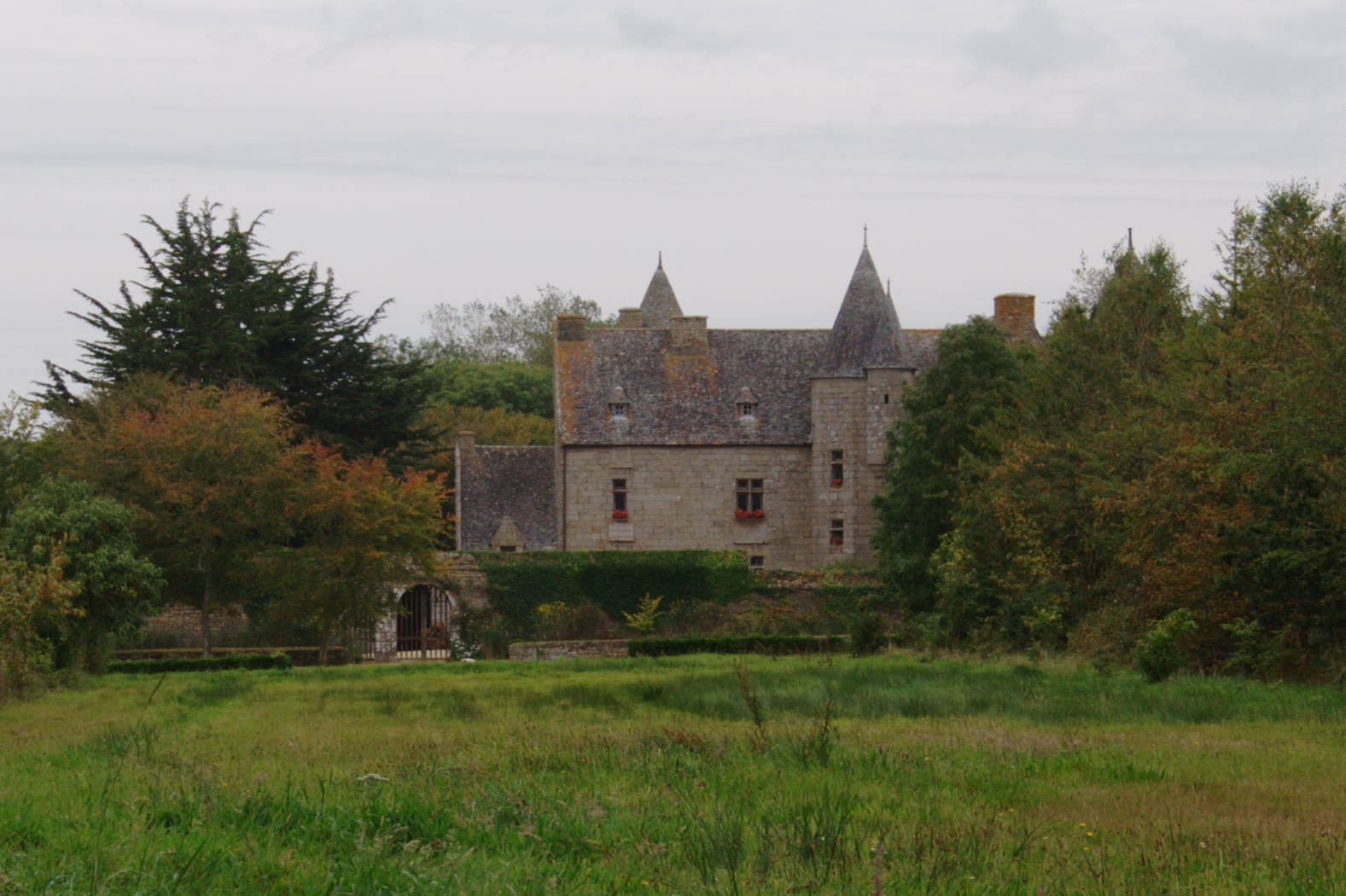
Усадьба Коа-Тредрес
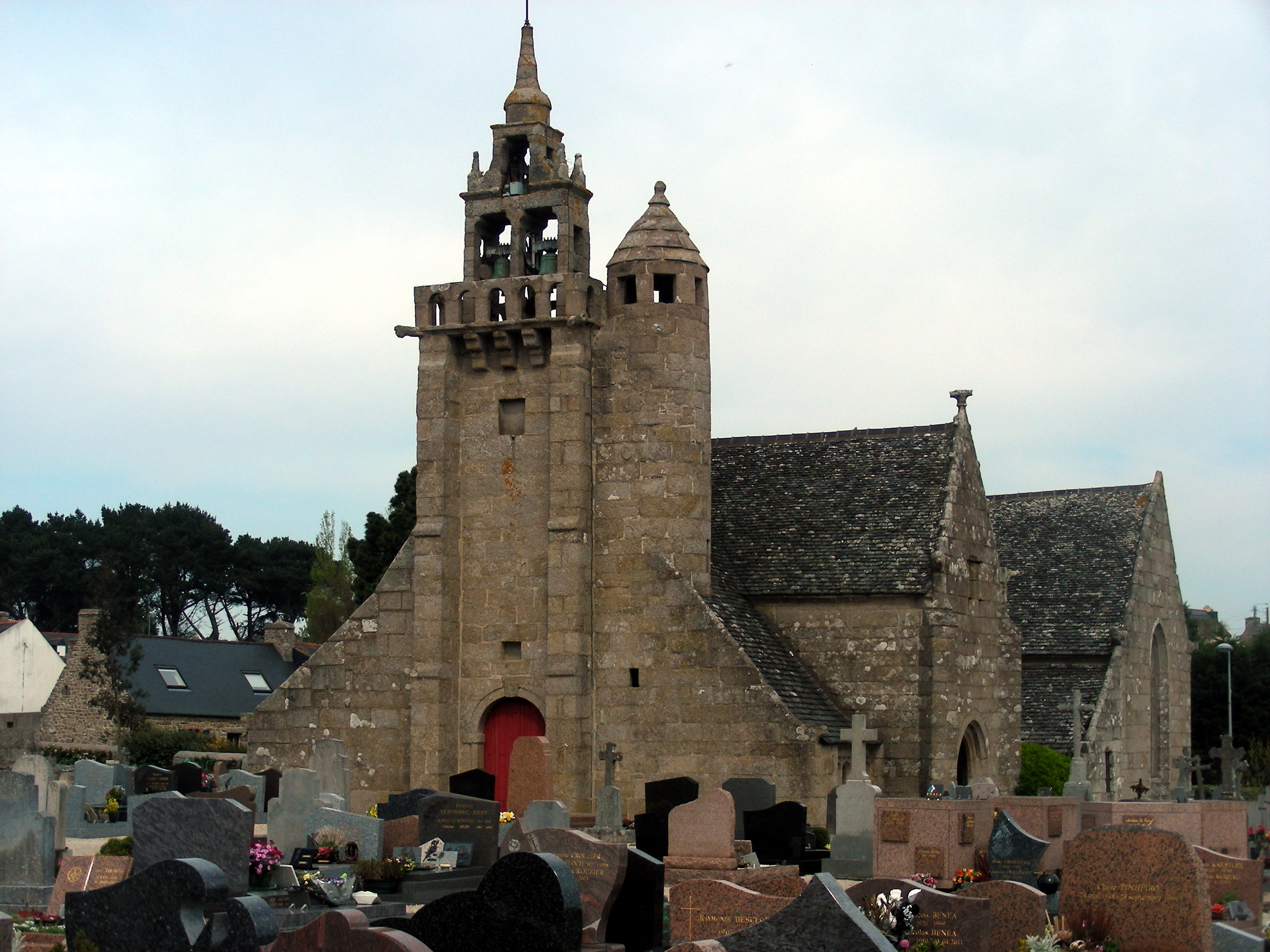
Церковь Сен-Кемо
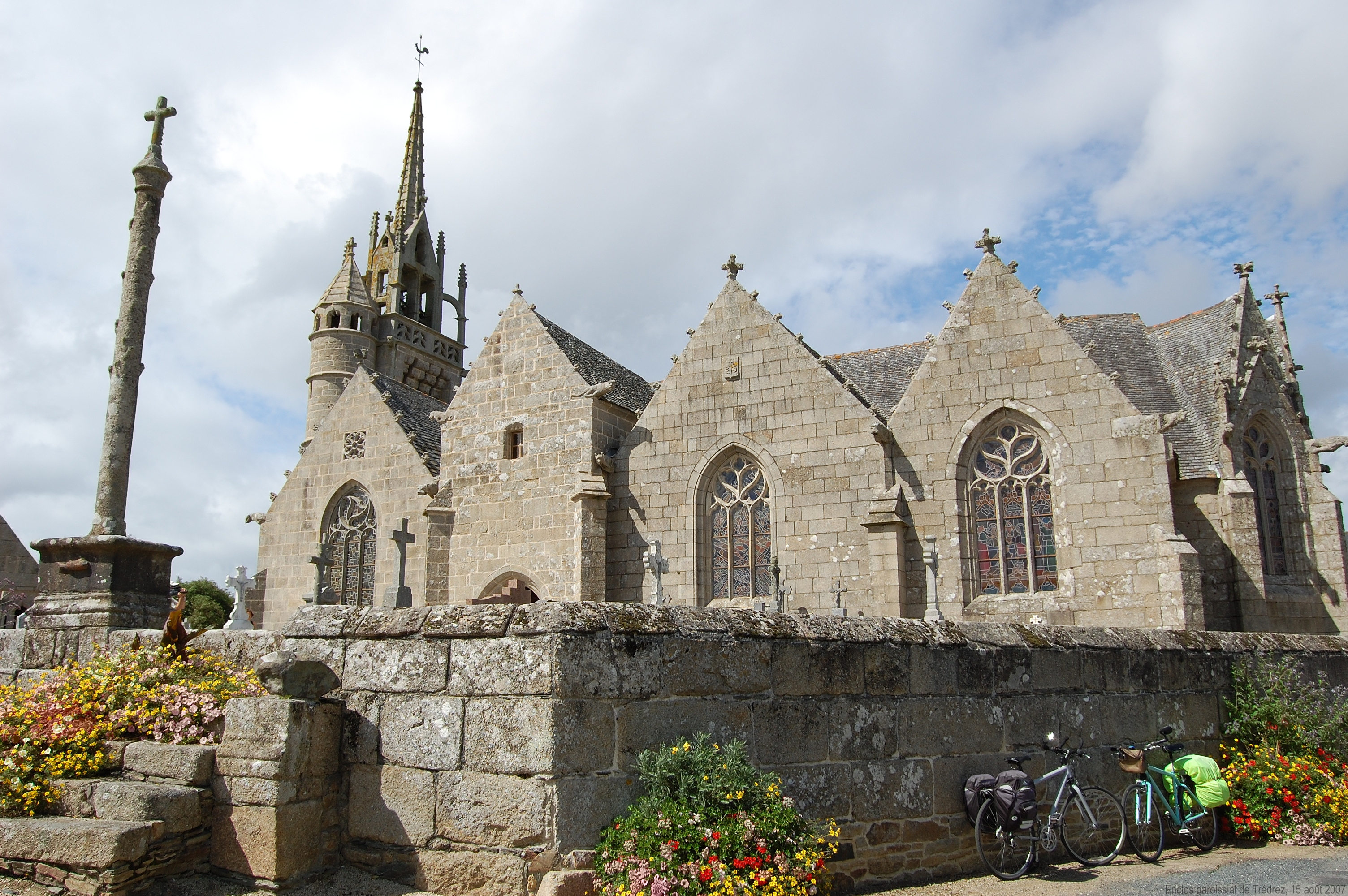
Церковь Нотр-Дам
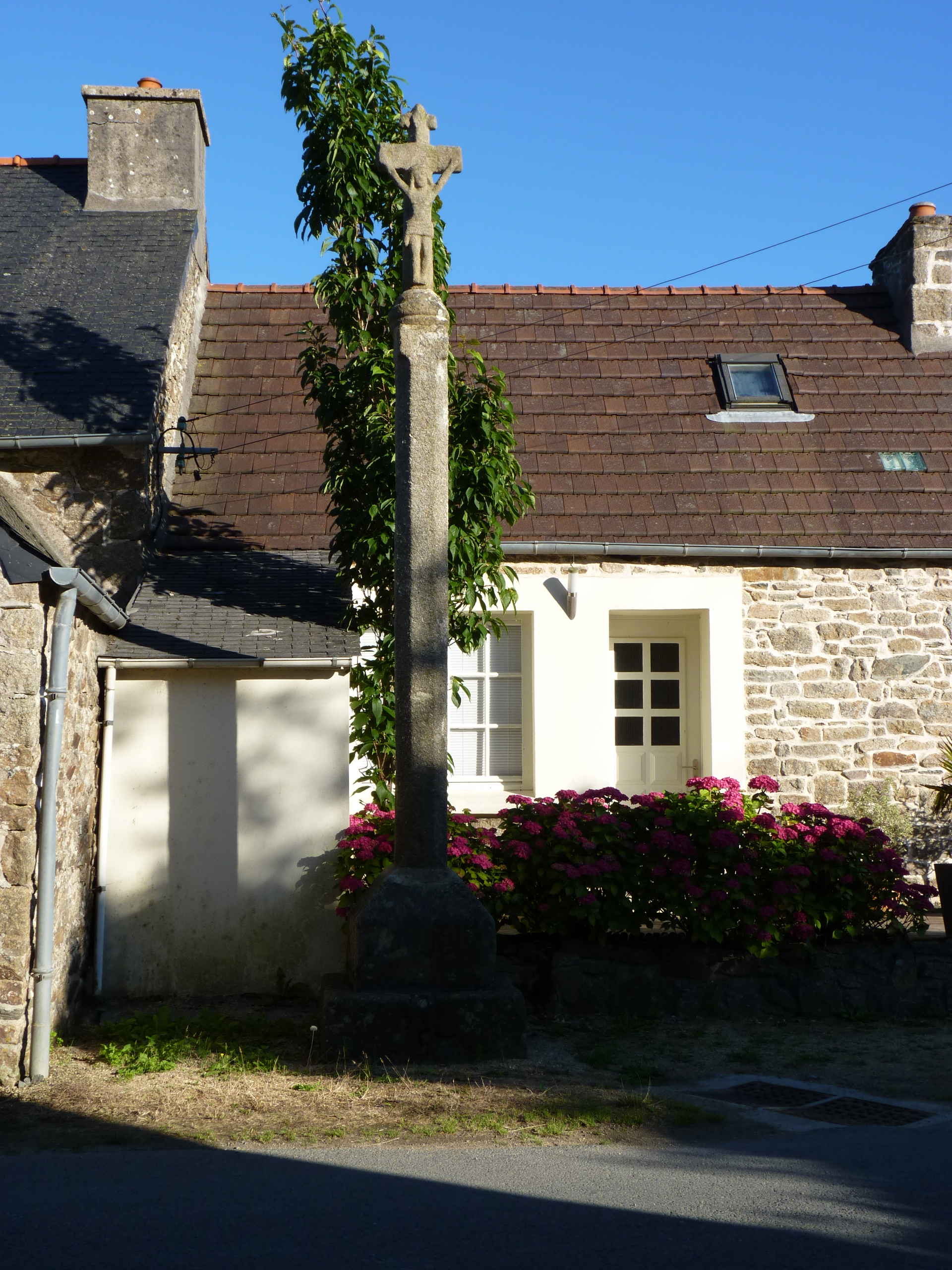
Придорожный крест
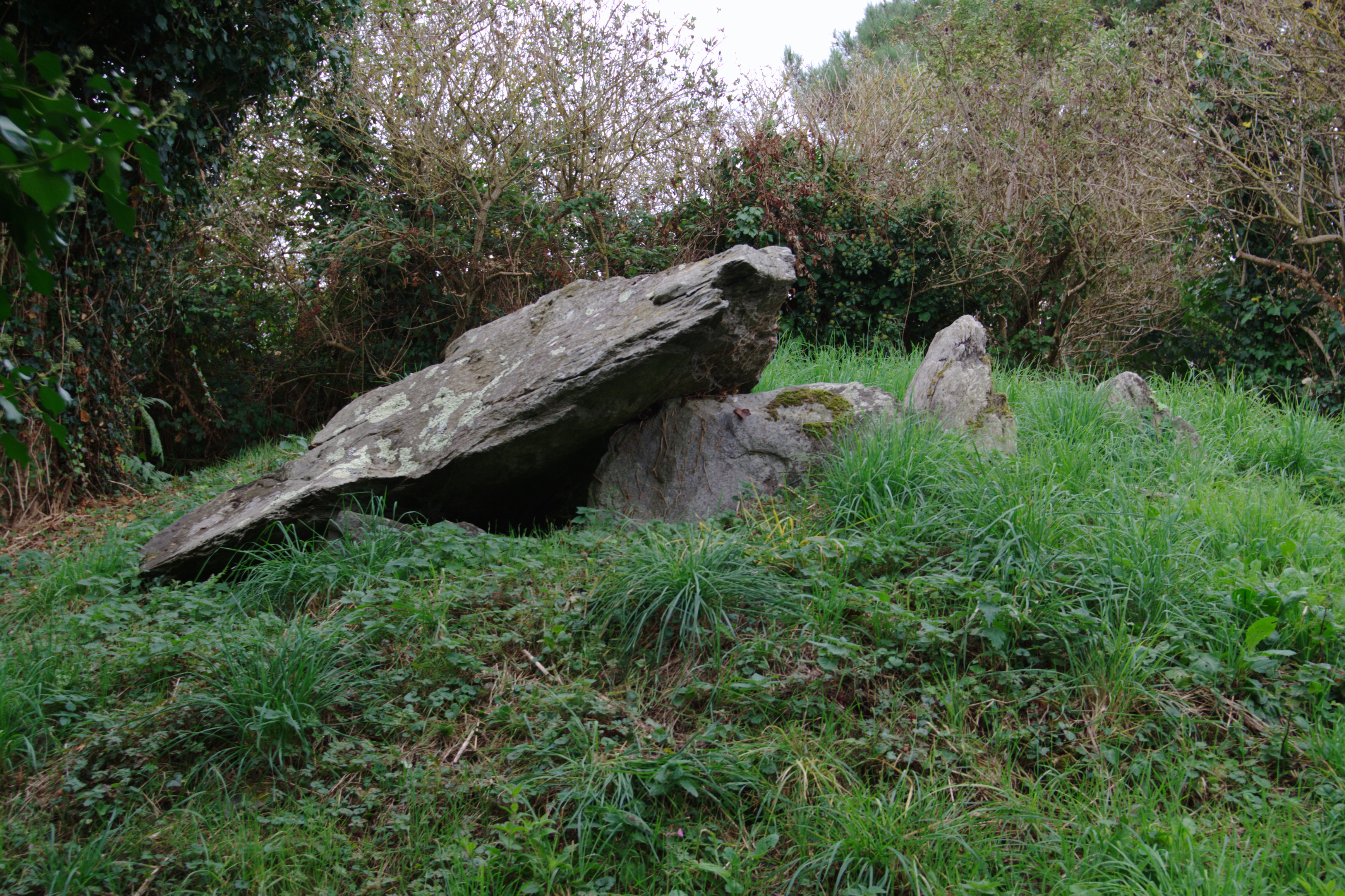
Дольмен Рокуак